# Ashley Campbell (sciatrice)
Ashley Campbell (19 novembre 2002) è una sciatrice alpina canadese.

## Biografia
Originaria di Lake of Bays e attiva dal novembre del 2018, la Campbell ha esordito in Nor-Am Cup il 10 dicembre 2018 a Panorama in supergigante, senza completare la prova; non ha debuttato in Coppa del Mondo e non ha preso parte a rassegne olimpiche o iridate.

## Palmarès

### Nor-Am Cup
- Miglior piazzamento in classifica generale: 22ª nel 2023

### Campionati canadesi
- 1 medaglia:
  - 1 bronzo (supergigante nel 2023)